# Vetle Walle Egeli
Vetle Walle Egeli, né le 23 juin 2004 à Larvik en Norvège, est un footballeur norvégien qui évolue au poste d'arrière gauche au Sandefjord Fotball.

## Biographie

### En club
Né à Larvik en Norvège, Vetle Walle Egeli commence le football au Nanset IF avant de rejoindre le Sandefjord Fotball, où il poursuit sa formation.
Il joue son premier match le 25 juillet 2021, lors d'une rencontre de coupe de Norvège contre le Pors Fotball. Il est titularisé et son équipe s'impose par quatre buts à un.
Le 1er juin 2023, Egeli signe un nouveau contrat avec le Sandefjord Fotball. Il est alors lié au club jusqu'en décembre 2026.

### En sélection
Vetle Walle Egeli représente l'équipe de Norvège des moins de 17 ans. Il joue quatre matchs avec cette sélection, tous en 2021.
Egeli est retenu avec l'équipe de Norvège des moins de 19 ans pour participer au Championnat d'Europe des moins de 19 ans en 2023. Il joue trois matchs en tant que titulaire et dans leur intégralité durant cette compétition. Il participe ainsi à la qualification historique de son équipe pour les demi-finale, après son match nul contre l'Espagne où il officie comme capitaine (0-0 score final). La demi-finale, disputée face au Portugal est toutefois difficile pour les Norvégiens, qui s'inclinent lourdement (5-0 score final),.